# Zhang Qun
Zhang Qun, född 9 maj 1889 i Huayang härad, Sichuan, död 14 december 1990 i Taipei, Taiwan, var en kinesisk politiker i Kuomintang som bland annat tjänstgjorde som Kinas utrikesminister 1935-37 och premiärminister 1947-48.
Zhang Qun fick inledningsvis en klassisk kinesisk utbildning med sikte på det kejserliga examensväsendet, men sändes 1906 till en militärskola i Baoding och fortsatte sedan sina studier vid Shinbu gakkō i Japan, där han bland annat lärde känna Chiang Kai-shek och gick med i Sun Yat-sens revolutionära organisation "De edsvurnas förbund" (Tongmenghui).
1946 deltog Zhang i de misslyckade förhandlingarna med kommunisterna, vilket ledde till det kinesiska inbördeskriget och till att Kuomintang fördrevs till Taiwan.
Åren 1954 till 1972 var han generalsekreterare till Republiken Kinas president och han var också rådgivare åt presidenterna Chiang Kai-shek, Yen Chia-kan, Chiang Ching-kuo och Lee Teng-hui.

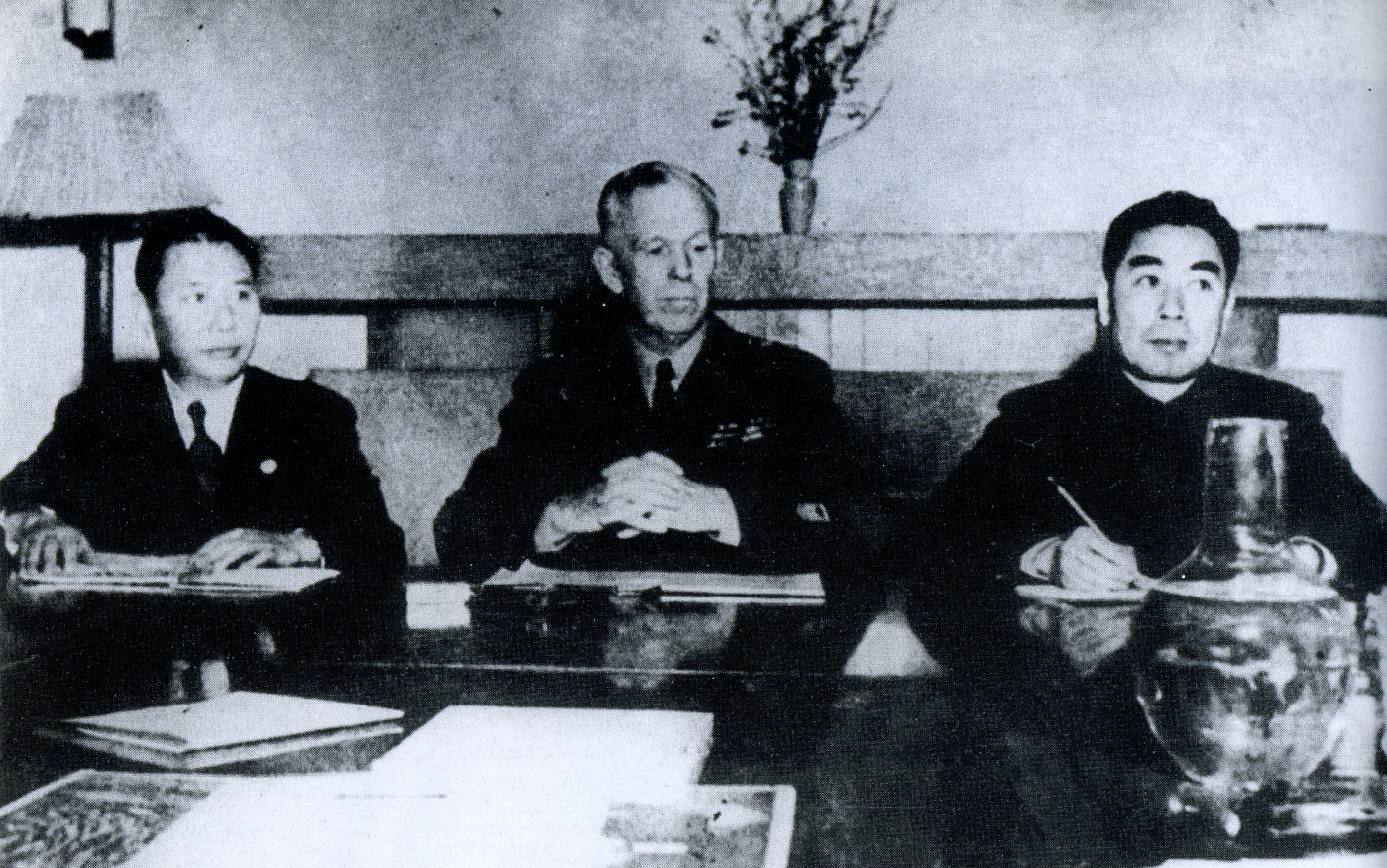
Förhandlingskommittén 1946 med Zhang, General George C. Marshall och Zhou Enlai.